# My Best Friend (Loïs Lane)
My Best Friend is een nummer van de Nederlandse popband Loïs Lane. Het is de eerste single van hun gelijknamige debuutalbum, Loïs Lane.
Waar de vorige single Amsterdamned nog onder het label Warner Music was uitgegeven, is het album Loïs Lane, net als de single, in eigen beheer uitgegeven.
Het nummer is geproduceerd door de toenmalige toetsenist van de band, Evert Abbing. Hij heeft het nummer ook geschreven, in samenwerking met Tijn Touber.
My Best Friend stond in 1989 5 weken in de Nederlandse Top 40. Hij kwam 21 januari binnen op nummer 37, en bereikte de 32e positie.
In de Single Top 100 kwam de single binnen op 24 december 1988 op positie 61, bleef 10 weken in de Top 100, en bereikte positie 37.

## Meewerkende artiesten
- Monique Klemann (zang)
- Suzanne Klemann (zang)
- Frans Koenn (Bass)
- Gabriël Jongejans (Drums)
- Arnold van Dongen (Gitaar)
- Evert Abbing (Keyboard, Zang)